# 橋口浩二

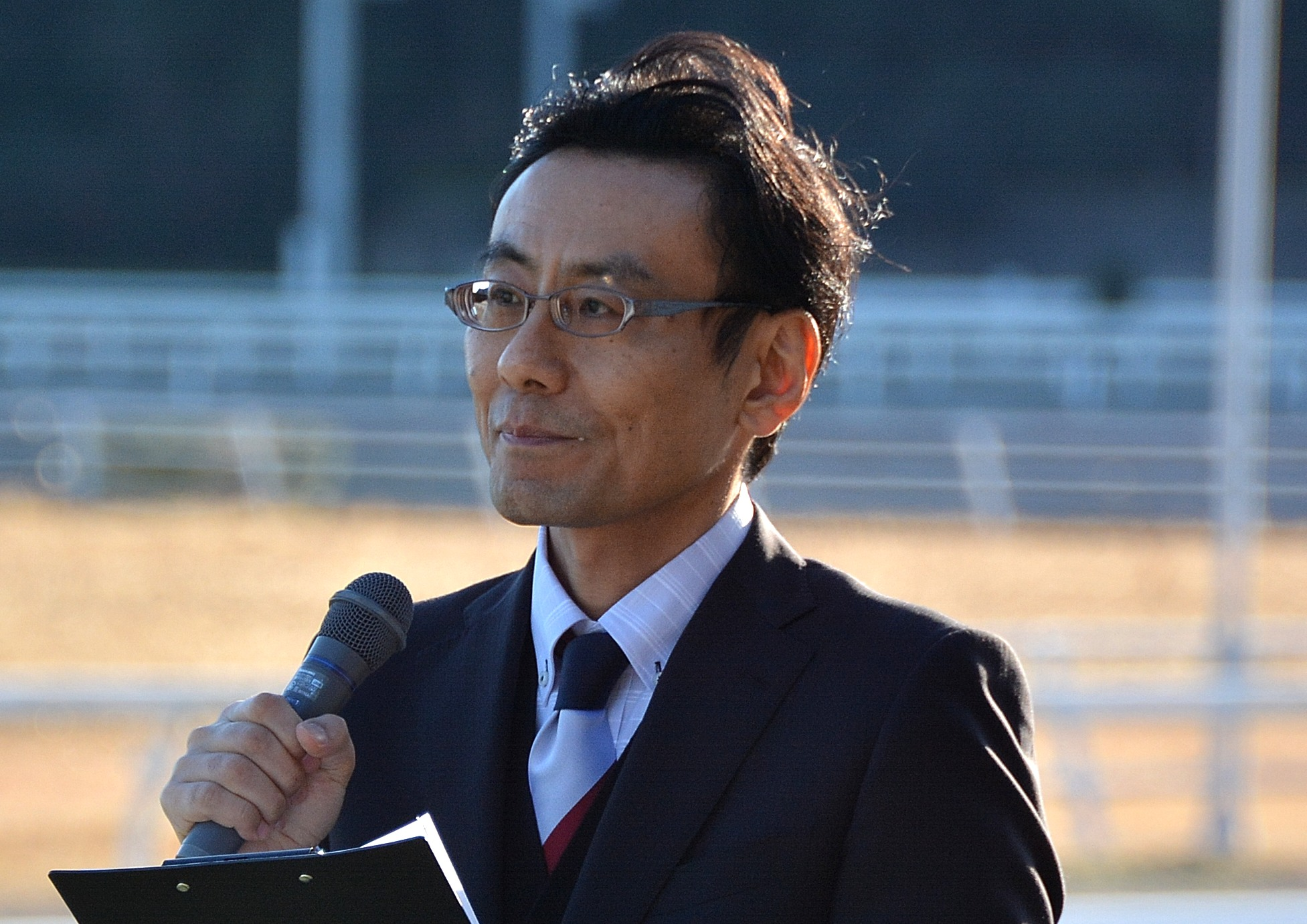
イベントの司会を務める橋口（2014年1月）

橋口 浩二（はしぐち こうじ、1966年11月7日 - ）は、宮崎県延岡市出身 の競馬実況アナウンサー。担当は高知競馬場。

## 経歴
1994年から高知競馬の実況を担当している。それまで競馬にはまったく縁がなかったという。
2021年8月、うっ血性心不全のため緊急入院し、一時実況から降板して休養に入る。幸い予後は良好で、同年9月11日より実況に復帰した。

## 人物
- 学生時代にバンド活動をしていた[1][2]。
- 高知競馬の発走ファンファーレを手掛けた[7][8]。
- 2003年、当時初出走から連敗中だったハルウララの連敗に気づき高知新聞に教えたのが橋口であり、のちに全国的なハルウララブームへと繋がっている[9]。
- 2010年11月7日の高知第7競走で、個人協賛レースとして「ファン一同協賛　橋口アナ誕生日特別」が施行された[10][11]。橋口はこのレースの実況及び協賛メッセージ読み上げを行い、応答として「本来、私は裏方の立場です。落ち着かない心地もあるんですが…あ、応援幕もありがとうございます。[12]全国の皆さんと声と言葉を使っての新しいコミュニケーションが取れる環境をとてもありがたく感じています。休日や夜間のふとした時間に「ああ、今日は夜さ恋ナイターだ」と楽しんで頂けますよう、今後ともどうぞよろしくお願いいたします。」と、感謝の意を表した。

## 出演番組
- SUNDAY HIT 20（FM高知[13]、 - 2004年3月）
- 闇き南溟の彼方へ〜練習機「白菊」特攻隊〜（高知さんさんテレビ、2005年。語りを担当[14]）